# Thronende Madonna (Cimabue)
Die Thronende Madonna, auch Thronende Madonna mit Engeln oder Maestà di Santa Trinita genannt, ist ein Madonnenbild vom Typus der Maestà, das 1272 bis 1274 von dem italienischen Maler Cimabue für die Kirche Santa Trinita geschaffen wurde. Es befindet sich heute in den Uffizien in Florenz.

## Bildbeschreibung

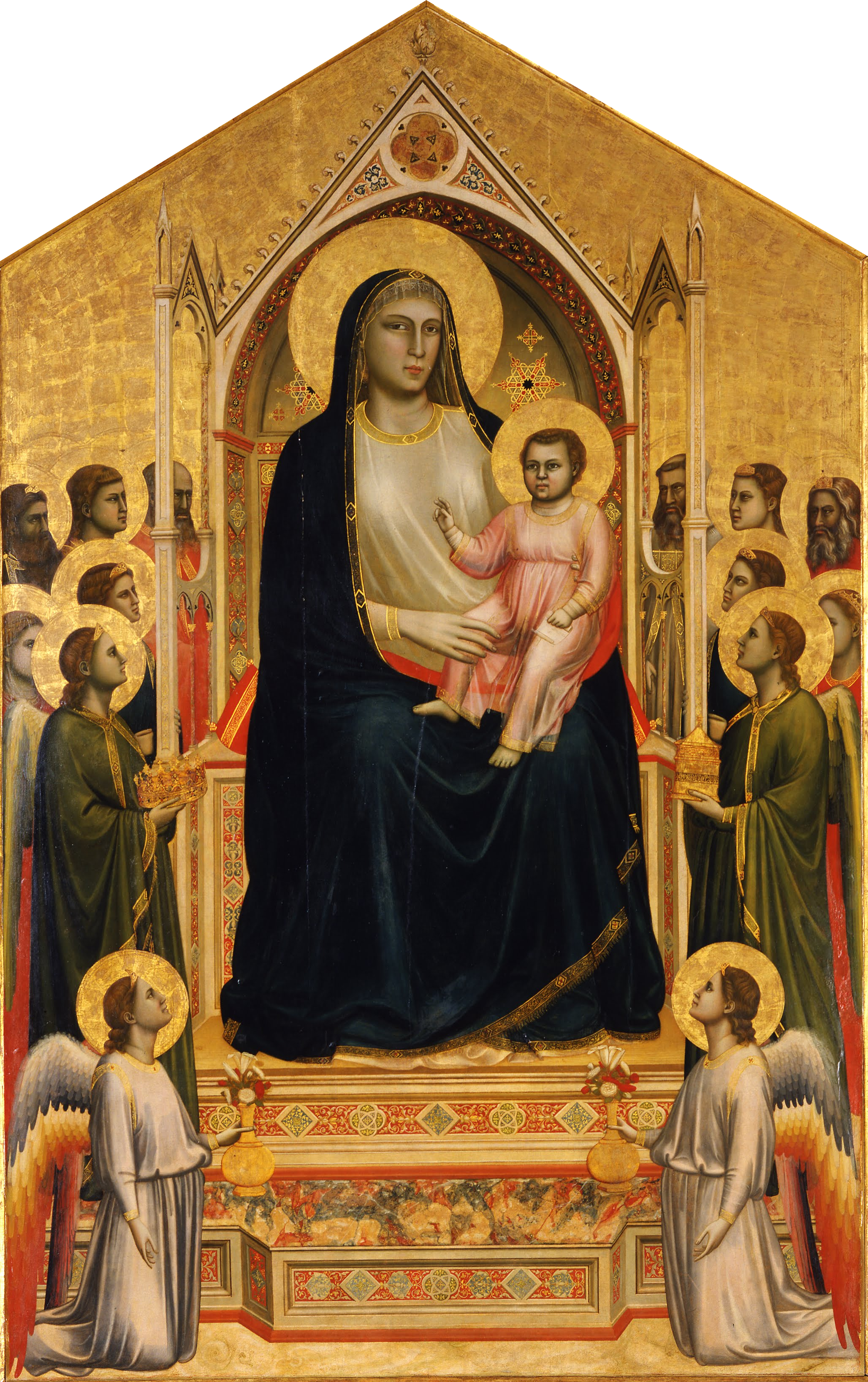
Ognissanti-Madonna, Giotto di Bondone, um 1310

Die Thronende Madonna von Cimabue ist eine großformatige Tafel mit einer dachartigen Rahmenform. Es zeigt eine thronende Madonna mit dem Jesusknaben, die von Engeln umstanden ist. Ein Hintergrund fehlt; die Personen stehen vor einem Goldgrund, der zwischen dem 5. und dem 15. Jahrhundert häufig als Sinnbild des göttlichen Bereiches verwendet wurde und hier die Figuren und Gegenstände im Bild umschließt.
Das Bild ist so komponiert, dass der Thronaufbau mit dem Bildrahmen eine ausgewogene Einheit ergibt. Im Zentrum thront die Gottesmutter, die in Bedeutungsperspektive dargestellt ist, d. h. entsprechend ihrer heilsgeschichtlichen Bedeutung ist die Gottesmutter größer als die sie umgebenden Figuren dargestellt. Die umrahmenden Figuren neigen in symmetrischen Wendungen ihre Köpfe. Abgesehen von den seitlichen Figuren am Bildfuß nehmen sie keinen Blickkontakt zur thronenden Madonna auf. Bedingt durch die Anordnung der Figuren scheinen sie zu schweben. Dem Gesichtsausdruck der Madonna fehlt noch eine individuelle Charakterisierung. Das Gemälde ist noch geprägt von einer vorgegebenen Gesichts- und Gebärdenformel, die der überlieferten byzantinischen Kunst entspricht. Der Thron unter den Füßen der Madonna öffnet sich ins Bodenlose. Unter dem Thron sind die Propheten Jeremia, Abraham, David und Jesaja dargestellt.

## Einordnung
Die Thronende Madonna von Cimabue wird häufig mit der etwa 35 Jahre jüngeren Ognissanti-Madonna von Giotto di Bondone verglichen. Beide Darstellungen ähneln sich in der Form. Giottos Madonna erscheint im Vergleich jedoch als eines der frühesten Gemälde, die eine Entwicklung zur Renaissance andeuten. Anders als die Thronende Madonna von Cimabue besitzt die Giotto-Madonna durch das angedeutete Lächeln, bei dem bei naher Betrachtung sogar Zähne erkennbar sind, individuelle Züge. Auch hier ist eine Darstellung in der Bedeutungsperspektive gewählt. Anders als bei Cimabue scheinen die Heiligen und Engel, die die thronende Madonna umstehen, jedoch fest im Raum zu stehen.

## Einzelbelege
1. ↑  Nerdinger, S. 51